# Aufidena
Aufidena è un antico centro del Sannio poi municipio romano.
Lo storico Tito Livio racconta che la città venne conquistata dai Romani durante la terza guerra sannitica nel 298 a.C. dal console Gneo Fulvio Massimo Centumalo. 
Dopo la conquista romana divenne municipio nella seconda metà del I secolo a.C. e i suoi cittadini furono iscritti nella tribù Voltinia e fece parte della "regio IV Sabina et Samnium", come, ad esempio, il decurione Pomponio Severo.

## Il centro sannitico
L'identificazione del centro citato da Livio fu a lungo discussa (nel XVII e XVIII secolo si ritenne si trattasse di Offida, nella valle del Tronto), sulla base di un erroneo passo del geografo Tolomeo, che la attribuisce ai Sanniti Carricini (citati come Caraceni), mentre Plinio la riferisce ai Sanniti Pentri, come confermato dai ritrovamenti epigrafici.
L'antico centro sannitico è attualmente identificato con i resti rinvenuti presso Castel di Sangro a partire dalla fine del XIX secolo (ad opera di Antonio De Nino prima e di Lucio Mariani poi) e negli scavi ripresi a partire dagli anni settanta del Novecento.

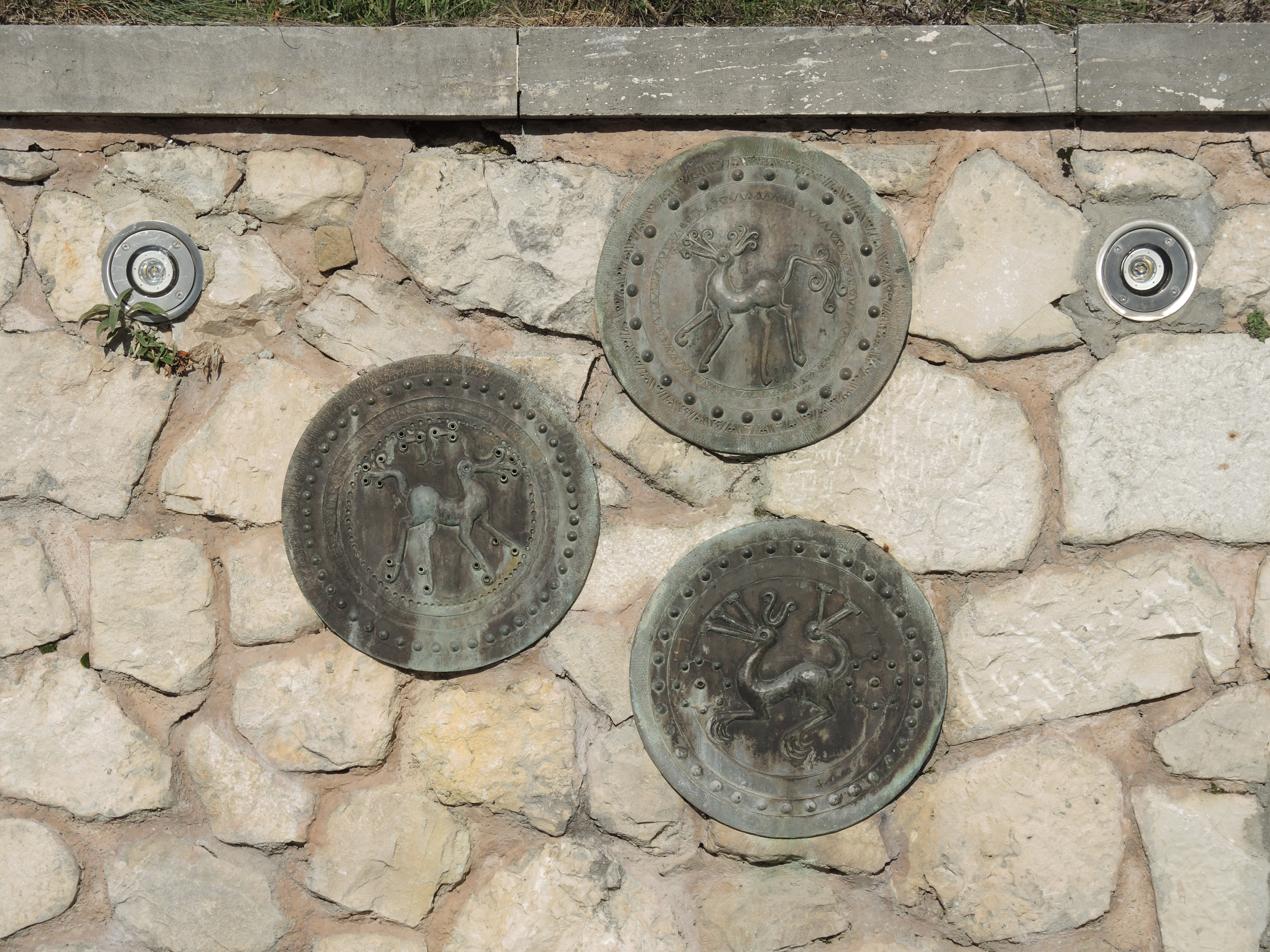
Muro del castello medievale di Alfedena: riproduzioni degli scudi rinvenuti in territorio di Aufidena, oggi nel Museo civico "A. De Nino" di Alfedena

Si trattava di un complesso di oppida (fortificazioni) che controllava l'alta valle del Sangro, le quali dovevano ospitare la popolazione nei momenti di pericoli. Gli oppida si raccolsero quindi intorno ad un insediamento fortificato che al momento della conquista romana andava assumendo un carattere urbano.
Nella località di "Campo Dragone", è stata identificata una vasta necropoli, con centinaia di tombe, a ridosso del fiume Sangro. Le tombe, indagate solo in parte, sono per lo più databili al VI e V secolo a.C., ma la necropoli era ancora utilizzata, con sepolture di minore ricchezza, nel IV e III secolo a.C. Le tombe sono disposte a cerchio, rispecchiando probabilmente la suddivisione in gruppi gentilizi.
La tracce dell'insediamento fortificato principale si sono conservate nella località della "valle del Curino", che comprende due cime e una piccola valle tra di esse. Restano tratti delle mura in opera poligonale, un edificio pubblico (chiamato convenzionalmente "Basilica") e un piccolo tempio. Entrambi gli edifici sono datati ad un'epoca posteriore alla conquista romana.

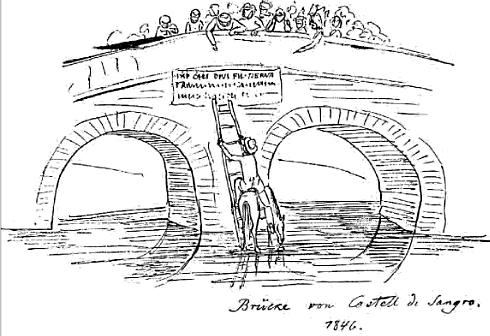
Caricatura di Theodor Mommsen che legge una iscrizione sannita sul ponte del fiume a Castel di Sangro, 1846

Mura di fortificazione si sono rinvenute anche nelle località di "Civitalta", su uno spuntone roccioso che sovrasta l'insediamento di Curino, e forse riferibile ad una fase più antica. Altri recinti fortificati di epoca sannitica sono stati riscontrati sempre a Castel di Sangro e nella località "Selva di Monaco", presso la sua frazione di Roccacinquemiglia.
I materiali rinvenuti negli scavi ottocenteschi e degli inizi del Novecento erano stati conservati in un museo istituito a Castel di Sangro (Museo civico Aufidenate), che tuttavia subì dei furti e venne danneggiato durante la seconda guerra mondiale: alcuni degli oggetti furono distrutti o andarono dispersi. Prima dell'inaugurazione della nuova sede del museo nel 1999 alcuni oggetti furono esposti in una sede provvisoria del Museo Civico "A. De Nino" ad Alfedena.
A volte un nome di luogo può trarre in inganno se non viene interpretato tenendo conto del contesto storico. È il caso di Alfedena, il cui nome deriva evidentemente dalla civitas romana Aufidena. Tuttavia, Alfedena non è una città di epoca romana, bensì un centro sorto nel Medioevo, quando gli abitanti della vera Aufidena, situata dove oggi si trova Castel di Sangro, abbandonarono la loro città e si rifugiarono nel luogo dove oggi sorge Alfedena. 

## Il municipio romano
I ritrovamenti epigrafici (dediche di statue onorarie nel foro cittadino degli Aufidenates), permisero di identificare il municipio romano del I secolo a.C. con Castel di Sangro, che da oppidum si trasformò in un vero e proprio centro urbano.

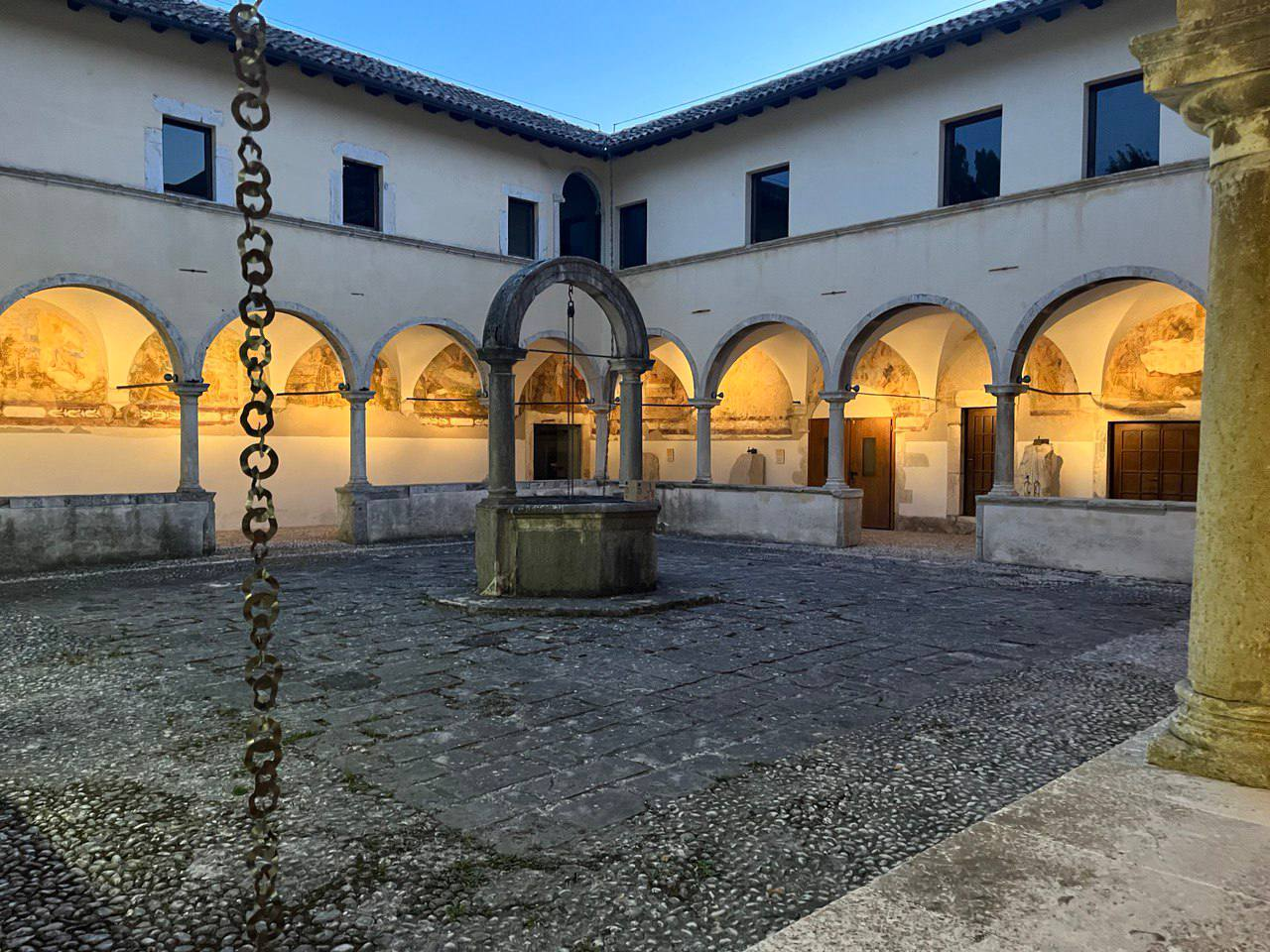
Castel di Sangro: chiostro dell'ex convento di Santa Maria Maddalena, sede del Museo civico Aufidenate

Al momento dell'istituzione del municipio venne anche costruito un ponte che attraversava il fiume Sangro, che certamente ne favorì lo sviluppo, a spese dell'insediamento sannitico della valle del Curino, il quale sopravvisse come vicus (insediamento minore).
La diocesi di Aufidena, che fu sede presso il municipio romano, fu tuttavia trasferita, forse alla fine del V secolo, presso il centro abitato sorto nei pressi dell'antico insediamento sannitico, l'attuale Alfedena. La diocesi fu in seguito soppressa.
Nel 568, come testimoniato da Paolo Diacono, la città faceva già parte del ducato di Benevento.

## Fonti antiche
- Tito Livio, X 12, 9
- Tolomeo, Geografia, III, 57-58
- Plinio, Naturalis Historia III, 107